# 不思議のマリア君
『不思議のマリア君』（ふしぎのマリアくん）は、椎名橙による日本の漫画作品。
白泉社の漫画雑誌『ザ花とゆめ』2008年1月25日号、同年5月25日号、2009年4月1日号、同年8月1日号および『花とゆめ』2008年22号および2009年5号別冊付録に発表された。人間社会に紛れ込んで生活する一人の吸血鬼と、その吸血鬼を温かく見守る一人の人間の姿を描いた作品。

## 登場人物
安倍マリア（あべ マリア）
世界中で3名しか存在が確認されていない吸血鬼の一人。善意に溢れ、心優しく、とても気弱な性格。しかし十久子を守ろうとするときは性格が一変し、凶暴性を見せる。
奈波十久子（ななみ とくこ）
人間の少女でマリアの幼馴染。人間社会に一生懸命馴染もうとするマリアを全力で支える。怪力の持ち主で、怒りに任せて清掃道具が入ったままのロッカーを持ち上げたことがある。

## 書誌情報
| 巻数 | タイトル           | 表紙           | 収録作品         | 話数   | 花とゆめ掲載号             | 初版発行日付  | ISBN                   |
| ---- | ------------------ | -------------- | ---------------- | ------ | -------------------------- | ------------- | ---------------------- |
| 1    | 不思議のマリア君１ | マリア＆十久子 | 不思議のマリア君 | 第１話 | ザ花とゆめ2008年1月25日号  | 2009年7月18日 | ISBN 978-4-592-18748-6 |
| 1    | 不思議のマリア君１ | マリア＆十久子 | 不思議のマリア君 | 第２話 | ザ花とゆめ2008年5月25日号  | 2009年7月18日 | ISBN 978-4-592-18748-6 |
| 1    | 不思議のマリア君１ | マリア＆十久子 | 不思議のマリア君 | 第３話 | 花とゆめ2008年22号         | 2009年7月18日 | ISBN 978-4-592-18748-6 |
| 1    | 不思議のマリア君１ | マリア＆十久子 | 不思議のマリア君 | 第４話 | 花とゆめ2009年5号          | 2009年7月18日 | ISBN 978-4-592-18748-6 |
| 1    | 不思議のマリア君１ | マリア＆十久子 | 満身創痍のふたり |        | ザ花とゆめ2002年8月1日号   | 2009年7月18日 | ISBN 978-4-592-18748-6 |
| 2    | 不思議のマリア君２ | マリア＆十久子 | 不思議のマリア君 | 第５話 | ザ花とゆめ2009年04月01日号 | 2010年3月19日 | ISBN 978-4-592-18749-3 |
| 2    | 不思議のマリア君２ | マリア＆十久子 | 不思議のマリア君 | 第6話  | ザ花とゆめ2009年08月01日号 | 2010年3月19日 | ISBN 978-4-592-18749-3 |
| 2    | 不思議のマリア君２ | マリア＆十久子 | 不思議のマリア君 | 第７話 | ザ花とゆめ2009年10月01日号 | 2010年3月19日 | ISBN 978-4-592-18749-3 |
| 2    | 不思議のマリア君２ | マリア＆十久子 | 不思議のマリア君 | 第８話 | ザ花とゆめ2009年12月01日号 | 2010年3月19日 | ISBN 978-4-592-18749-3 |
| 2    | 不思議のマリア君２ | マリア＆十久子 | 不思議のマリア君 | 第９話 | ザ花とゆめ2010年02月01日号 | 2010年3月19日 | ISBN 978-4-592-18749-3 |